# Åre Bergbana
Åre Bergbana er en kabelbane i Åre, Jämtlands län i Sverige. Den er 790 meter lang og kører fra bytorvet (398 m.o.h.) til Fjällgården (556 m.o.h.). Kabelbanen byggedes som første faste forbindelse til fjället af Von Roll fra 1908 til 1910 til en samlet pris på 230.000 svenske kronor. Åre Bergbana blev indviet den 7. marts 1910.